# Alvydas Pazdrazdis
Alvydas Pazdrazdis (Kretinga, 20 luglio 1972) è un ex cestista e allenatore di pallacanestro lituano.

## Carriera
Con la Lituania ha disputato i Giochi olimpici di Barcellona 1992.